# Frauenfußball Universitätssportverein Jena 2014-2015
Questa voce raccoglie le informazioni riguardanti la sezione di calcio femminile del Frauenfußball Universitätssportverein Jena nelle competizioni ufficiali della stagione 2014-2015.

## Divise e sponsor
Il main sponsor era UNI Jena, quello tecnico, fornitore delle tenute da gioco, Adidas.
|  | Casa | Trasferta |

## Organigramma societario
Tratto dal sito ufficiale, aggiornato al 27 marzo 2015.
Area tecnica
- Allenatore: Daniel Kraus
- Allenatore in seconda: Katja Greulich
- Allenatore dei portieri: Bernd Lindrath
- Fisioterapista: Juliane Hannott

## Rosa
Rosa, ruoli e numeri di maglia come da sito ufficiale, aggiornata al 27 marzo 2015, integrata dal sito della Federcalcio tedesca (DFB).
| N. |                          | Ruolo | Calciatrice                   |
| -- | ------------------------ | ----- | ----------------------------- |
| 1  | Germania (bandiera)      | P     | Julia Gornowitz               |
| 2  | Nuova Zelanda (bandiera) | D     | Ria Percival                  |
| 3  | Nuova Zelanda (bandiera) | D     | Abby Erceg                    |
| 4  | Germania (bandiera)      | D     | Lina Hausicke                 |
| 6  | Germania (bandiera)      | D     | Susanne Utes                  |
| 7  | Germania (bandiera)      | A     | Sabrina Schmutzler (capitano) |
| 8  | Germania (bandiera)      | D     | Sara Löser                    |
| 9  | Svizzera (bandiera)      | A     | Lara Keller                   |
| 10 | Nuova Zelanda (bandiera) | A     | Amber Hearn                   |
| 11 | Canada (bandiera)        | A     | Christina Julien              |
| 13 | Germania (bandiera)      | C     | Karoline Heinze               |
| 14 | Germania (bandiera)      | C     | Anja Heuschkel                |
| 15 | Germania (bandiera)      | C     | Vannesa Müller                |

| N. |                     | Ruolo | Calciatrice     |
| -- | ------------------- | ----- | --------------- |
| 17 | Germania (bandiera) | D     | Lisa Seiler     |
| 18 | Germania (bandiera) | C     | Vivien Beil     |
| 19 | Croazia (bandiera)  | C     | Iva Landeka     |
| 21 | Germania (bandiera) | D     | Ivonne Hartmann |
| 22 | Germania (bandiera) | C     | Madlen Frank    |
| 23 | Germania (bandiera) | D     | Laura Brosius   |
| 25 | Germania (bandiera) | A     | Ivana Rudelić   |
| 28 | Germania (bandiera) | C     | Julia Rößner    |
| 29 | Germania (bandiera) | P     | Vanessa Fischer |
| 30 | Svizzera (bandiera) | P     | Stenia Michel   |
| 31 | Germania (bandiera) | D     | Julia Arnold    |
| 33 | Germania (bandiera) | D     | Carolin Schiewe |

## Calciomercato

### Sessione estiva
| Acquisti | Acquisti        | Acquisti        | Acquisti                        |
| R.       | Nome            | da              | Modalità                        |
| -------- | --------------- | --------------- | ------------------------------- |
| P        | Vanessa Fischer | Jena II         | aggregata dalla squadra riserve |
| P        | Julia Gornowit  | Magdeburger FFC | definitivo                      |
| D        | Abby Erceg      | Chicago Stars   | definitivo                      |
| C        | Ivonne Hartmann | Wolfsburg       | definitivo                      |
| C        | Ivana Rudelić   | Bayern Monaco   | definitivo                      |

| Cessioni | Cessioni       | Cessioni     | Cessioni   |
| R.       | Nome           | a            | Modalità   |
| -------- | -------------- | ------------ | ---------- |
| C        | Louisa Lagaris | Herforder    | definitivo |
| C        | Sabine Treml   | Werder Brema | definitivo |

### Sessione invernale
| Acquisti | Acquisti        | Acquisti    | Acquisti   |
| R.       | Nome            | da          | Modalità   |
| -------- | --------------- | ----------- | ---------- |
| C        | Karoline Heinze | UCF Knights | definitivo |

| Cessioni | Cessioni   | Cessioni      | Cessioni   |
| R.       | Nome       | a             | Modalità   |
| -------- | ---------- | ------------- | ---------- |
| D        | Abby Erceg | Chicago Stars | definitivo |

## Risultati

### Frauen-Bundesliga

#### Girone di andata
| Arbitro: | Appelmann (Sörgenloch) |

|           |           |            |
| Mauro 19’ | Marcatori | 39’ Arnold |

| Arbitro: | Müller-Schmäh (Potsdam) |

|             |           |                         |
| Landeka 43’ | Marcatori | 20’ Hegering 32’ Gasper |

| Arbitro: | Wolk (Worms) |

|                              |           |                                    |
| Julien 14’, 53’ Hartmann 72’ | Marcatori | 50’ McDonald 64’ Wermelt 68’ Nesse |

| Arbitro: | Wozniak (Herne) |

|              |           |                         |
| Hartmann 89’ | Marcatori | 25’ Landeka Rudelić 63’ |

| Arbitro: | Illing (Limbach-Oberfrohna) |

|             |           |                          |
| Landeka 77’ | Marcatori | 64’ Marozsán 90+3’ Šašić |

| Arbitro: | Haider (Roth) |

|                                           |           |  |
| Starke 16’ Maier 18’ (rig.) Petermann 20’ | Marcatori |  |

| Arbitro: | Rafalski (Baunatal) |

|            |           |           |
| Julien 39’ | Marcatori | 73’ Moser |

| Wolfsburg 19 ottobre 2014, ore 14:00 CEST 8ª giornata | Wolfsburg           | 0 – 0 referto | Jena | VfL-Stadion am Elsterweg (2 188 spett.)\| Arbitro: \| Kurtes (Düsseldorf) \| |
| Arbitro:                                              | Kurtes (Düsseldorf) |               |      |                                                                              |

| Arbitro: | Biehl (Siesbach) |

|            |           |                                                          |
| Julien 79’ | Marcatori | 18’ Iwabuchi 41’ (aut.) Erceg 77’ Behringer 85’ Beckmann |

| Arbitro: | Baitinger (Friesenheim) |

|             |           |              |
| Fillion 44’ | Marcatori | 13’ Hartmann |

| Arbitro: | Hussein (Bad Harzburg) |

|                      |           |                                          |
| Hearn 45’ Julien 68’ | Marcatori | 35’ Nagasato 70’ Wesely 82’ (rig.) Šimić |

#### Girone di ritorno
| Arbitro: | Stolz (Pritzwalk) |

|                                      |           |         |
| Julien 18’ Percival 22’ Hartmann 88’ | Marcatori | 9’ Veth |

| Arbitro: | Kurtes (Düsseldorf) |

|  |           |           |
|  | Marcatori | 58’ Hearn |

| Arbitro: | Rafalski (Baunatal) |

|  |           |                              |
|  | Marcatori | 42’ (rig.) Schiewe 54’ Hearn |

| Arbitro: | Wacker (Lehrensteinsfeld) |

|             |           |             |
| Schiewe 27’ | Marcatori | 49’ Lehmann |

| Arbitro: | Stolz (Pritzwalk) |

|                                                         |           |            |
| Fishlock 37’ Kuznik 42’ Garefrekes 51’ Crnogorčević 74’ | Marcatori | 55’ Arnold |

| Arbitro: | Diekmann (Essen) |

|                         |           |                        |
| Añonma 78’ Andonova 88’ | Marcatori | 58’ Starke 60’ Kayikçi |

| Arbitro: | Baitinger (Friesenheim) |

|                |           |              |
| Chojnowski 37’ | Marcatori | 51’ Hartmann |

| Arbitro: | Wozniak (Herne) |

|  |           |                                         |
|  | Marcatori | 4’, 69’ Popp 25’ Magull 90’ Kerschowski |

| Arbitro: | Hussein (Bad Harzburg) |

|                                  |           |            |
| Behringer 20’ Brynjarsdóttir 25’ | Marcatori | 81’ Arnold |

| Arbitro: | Appelmann (Sörgenloch) |

|              |           |              |
| Krafczyk 85’ | Marcatori | 67’ Weichelt |

| Arbitro: | Söder (Ingolstadt) |

|                                      |           |          |
| Añonma 36’ Zietz 47’ (rig.) Kršo 87’ | Marcatori | 18’ Utes |

### DFB-Pokal der Frauen
| Arbitro: | Stolz (Pritzwalk) |

|  |           |           |
|  | Marcatori | 31’ Hearn |

| Arbitro: | Stolz (Pritzwalk) |

|  |           |             |
|  | Marcatori | 78’ Miedema |

## Statistiche

### Statistiche di squadra
| Competizione         | Punti | In casa | In casa | In casa | In casa | In casa | In casa | In trasferta | In trasferta | In trasferta | In trasferta | In trasferta | In trasferta | Totale | Totale | Totale | Totale | Totale | Totale | DR |
| Competizione         | Punti | G       | V       | N       | P       | Gf      | Gs      | G            | V            | N            | P            | Gf           | Gs           | G      | V      | N      | P      | Gf     | Gs     | DR |
| -------------------- | ----- | ------- | ------- | ------- | ------- | ------- | ------- | ------------ | ------------ | ------------ | ------------ | ------------ | ------------ | ------ | ------ | ------ | ------ | ------ | ------ | -- |
| Frauen-Bundesliga    | 20    | 11      | 1       | 4       | 6       | 14      | 24      | 11           | 3            | 4            | 4            | 11           | 16           | 22     | 4      | 8      | 10     | 25     | 40     | -5 |
| DFB-Pokal der Frauen | -     | 1       | 0       | 0       | 1       | 0       | 1       | 1            | 1            | 0            | 0            | 1            | 0            | 2      | 1      | 0      | 1      | 1      | 1      | 0  |
| Totale               | -     | 12      | 1       | 4       | 7       | 14      | 25      | 12           | 4            | 4            | 4            | 12           | 16           | 24     | 5      | 8      | 11     | 26     | 41     | -5 |

### Andamento in campionato
| Giornata  | 1 | 2 | 3 | 4 | 5 | 6 | 7 | 8 | 9 | 10 | 11 | 12 | 13 | 14 | 15 | 16 | 17 | 18 | 19 | 20 | 21 | 22 |
| --------- | - | - | - | - | - | - | - | - | - | -- | -- | -- | -- | -- | -- | -- | -- | -- | -- | -- | -- | -- |
| Luogo     | T | C | C | T | C | T | C | T | C | T  | C  | C  | T  | T  | C  | T  | C  | T  | C  | T  | C  | T  |
| Risultato | N | P | N | V | P | P | N | N | P | N  | P  | V  | V  | V  | N  | P  | P  | N  | P  | P  | N  | P  |
| Posizione | 4 | 8 | 9 | 6 | 7 | 8 | 8 | 8 | 8 | 9  | 9  | 9  | 8  | 6  | 6  | 7  | 7  | 7  | 8  | 8  | 8  | 8  |

Legenda:

Luogo: C = Casa; T = Trasferta. Risultato: V = Vittoria; N = Pareggio; P = Sconfitta.

### Statistiche delle giocatrici
| Giocatore      | Frauen-Bundesliga | Frauen-Bundesliga | Frauen-Bundesliga | Frauen-Bundesliga | DFB-Pokal der Frauen | DFB-Pokal der Frauen | DFB-Pokal der Frauen | DFB-Pokal der Frauen | Totale   | Totale | Totale      | Totale     |
| Giocatore      | Presenze          | Reti              | Ammonizioni       | Espulsioni        | Presenze             | Reti                 | Ammonizioni          | Espulsioni           | Presenze | Reti   | Ammonizioni | Espulsioni |
| -------------- | ----------------- | ----------------- | ----------------- | ----------------- | -------------------- | -------------------- | -------------------- | -------------------- | -------- | ------ | ----------- | ---------- |
| J. Arnold      | 22                | 3                 | 3                 | 0                 | 2                    | 0                    | 0                    | 0                    | 24       | 3      | 3           | 0          |
| V. Beil        | 6                 | 0                 | 0                 | 0                 | 0                    | 0                    | 0                    | 0                    | 6        | 0      | 0           | 0          |
| A. Breitenbach | 1                 | 0                 | 1                 | 0                 | -                    | -                    | -                    | -                    | 1        | 0      | 1           | 0          |
| L. Brosius     | 7                 | 0                 | 0                 | 0                 | 1                    | 0                    | 0                    | 0                    | 8        | 0      | 0           | 0          |
| A. Erceg       | 11                | 0                 | 0                 | 0                 | 2                    | 0                    | 0                    | 0                    | 13       | 0      | 0           | 0          |
| V. Fischer     | 0                 | 0                 | 0                 | 0                 | 0                    | 0                    | 0                    | 0                    | 0        | 0      | 0           | 0          |
| M. Frank       | -                 | -                 | -                 | -                 | -                    | -                    | -                    | -                    | -        | -      | -           | -          |
| J. Gornowitz   | 0                 | 0                 | 0                 | 0                 | -                    | -                    | -                    | -                    | 0        | 0      | 0           | 0          |
| I. Hartmann    | 22                | 4                 | 4                 | 0                 | 2                    | 0                    | 0                    | 0                    | 24       | 4      | 4           | 0          |
| L. Hausicke    | 15                | 0                 | 0                 | 0                 | -                    | -                    | -                    | -                    | 15       | 0      | 0           | 0          |
| A. Hearn       | 22                | 3                 | 1                 | 0                 | 2                    | 1                    | 0                    | 0                    | 24       | 4      | 1           | 0          |
| K. Heinze      | 13                | 0                 | 4                 | 0                 | -                    | -                    | -                    | -                    | 13       | 0      | 4           | 0          |
| A. Heuschkel   | 0                 | 0                 | 0                 | 0                 | -                    | -                    | -                    | -                    | 0        | 0      | 0           | 0          |
| C. Julien      | 20                | 6                 | 3                 | 0                 | 2                    | 0                    | 0                    | 0                    | 22       | 6      | 3           | 0          |
| L. Keller      | 15                | 0                 | 0                 | 0                 | 2                    | 0                    | 0                    | 0                    | 17       | 0      | 0           | 0          |
| A. Krafczyk    | 4                 | 1                 | 0                 | 0                 | -                    | -                    | -                    | -                    | 4        | 1      | 0           | 0          |
| I. Landeka     | 22                | 3                 | 2                 | 0                 | 2                    | 0                    | 0                    | 0                    | 24       | 3      | 2           | 0          |
| S. Löser       | 4                 | 0                 | 1                 | 0                 | -                    | -                    | -                    | -                    | 4        | 0      | 1           | 0          |
| S. Michel      | 22                | -40               | 0                 | 0                 | 2                    | -1                   | 0                    | 0                    | 24       | -41    | 0           | 0          |
| V. Müller      | -                 | -                 | -                 | -                 | -                    | -                    | -                    | -                    | -        | -      | -           | -          |
| R. Percival    | 21                | 1                 | 1                 | 0                 | 2                    | 0                    | 1                    | 0                    | 23       | 1      | 2           | 0          |
| J. Rößner      | -                 | -                 | -                 | -                 | -                    | -                    | -                    | -                    | -        | -      | -           | -          |
| I. Rudelić     | 22                | 1                 | 4                 | 0                 | 2                    | 0                    | 1                    | 0                    | 24       | 1      | 5           | 0          |
| L. Seiler      | -                 | -                 | -                 | -                 | -                    | -                    | -                    | -                    | -        | -      | -           | -          |
| C. Schiewe     | 21                | 2                 | 2                 | 1                 | 2                    | 0                    | 0                    | 0                    | 23       | 2      | 2           | 1          |
| S. Schmutzler  | 10                | 0                 | 0                 | 0                 | 2                    | 0                    | 0                    | 0                    | 12       | 0      | 0           | 0          |
| S. Utes        | 21                | 1                 | 1                 | 0                 | 2                    | 0                    | 0                    | 0                    | 23       | 1      | 1           | 0          |